# Dan Karabin
Dan Karabin, född den 18 februari 1955 i Nitra, Slovakien, är en tjeckoslovakisk brottare som tog OS-brons i welterviktsbrottning i fristilsklassen 1980 i Moskva.